# Medium (Grammatik)
Das Medium,  auch Mediopassiv, ist ein altes indogermanisches Genus verbi (auch Diathese), zwischen Aktiv und Passiv. Es drückt aus, dass eine Handlung sich auf den Handelnden unmittelbar auswirkt.
Sprachgeschichtlich ist das Medium älter als das Passiv und auch als dessen Vorläufer anzusehen. Letzteres ist deutlich daran zu erkennen, dass in alten Sprachen, die das Medium kennen, viele Konjugationsformen des Mediums mit denen des Passivs übereinstimmen. Denn ein formal eigenes Passiv wird in der indogermanischen Ursprache nicht angenommen; stattdessen gab es eben das Medium, das die Intransitivität bezeichnete (lat. abdor ‚ich bin versteckt‘ bzw. ‚ich liege versteckt‘), ebenso die Reziprozität (lat. abduntur ‚sie verstecken einander‘) und weiterhin, dass das Subjekt des Satzes zusätzlich direktes oder indirektes Objekt ist (lat. abdor ‚ich verstecke mich selbst‘ bzw. ‚ich verstecke mir selbst‘ – letztere Bedeutung, die des Interesses, ist im Lateinischen allerdings nicht mehr erkennbar).
In unserem näheren kulturellen Umkreis hat das Altgriechische noch alle Konjugationsformen (Tempora und Modi), die in Aktiv und Passiv vorkommen, auch im Medium.
Auch in der Konjugation der Verben im Sanskrit gibt es in den Kategorien, den drei Genera Verbi, das Aktiv (Parasmaipada) („er sieht“), Medium (Atmanepada) („er sieht sich / er wird gesehen“) und Passiv („er wird gesehen“), welches jedoch in der Regel durch das Medium repräsentiert wird (auch in unpersönlicher Form: „Es soll gegangen werden“ = höfliche Form für „Geht bitte!“).
Unter anderem entspricht das Medium im Sinngehalt den reflexiven Verben: sich beeilen, sich erinnern, sich verlaufen. Es wird ferner dafür benutzt, eine Absicht im Interesse oder zum Nutzen des Subjekts auszudrücken: etwas für sich verdienen. Auch widerfährt die Handlung oder Änderung eines Ereignisses dem Subjekt des Satzes: „Der Baum fällt.“
Im Lateinischen und Griechischen gibt es die Verbklasse der sogenannten Deponentien, die nur in der grammatischen Form des Passivs existieren, z. B. mirari ‚sich wundern‘, ‚bewundern‘. Dies ist auf ein ursprüngliches Medium zurückzuführen. Siehe auch die aktive Übersetzung von Tempora mutantur oder sequitur (daraus folgt).